# Odontelia
Odontelia is een geslacht van vlinders van de familie Uilen (Noctuidae), uit de onderfamilie Hadeninae.

## Soorten
- O. arbusculae Sukhareva, 1970
- O. daphnadeparisae Kravchenko et al., 2007
- O. grazianii Krüger, 1933
- O. margiana Püngeler, 1904